# Almussafes
Almussafes là một đô thị ở comarca Ribera Baixa cộng đồng Valencia, Tây Ban Nha. Đô thị này có diện tích 10,77 km², dân số thời điểm năm 2006 là 7836 người.
Thị xã Almussafes là nơi có nhà máy của công ty Ford Motor.